# Abrivado

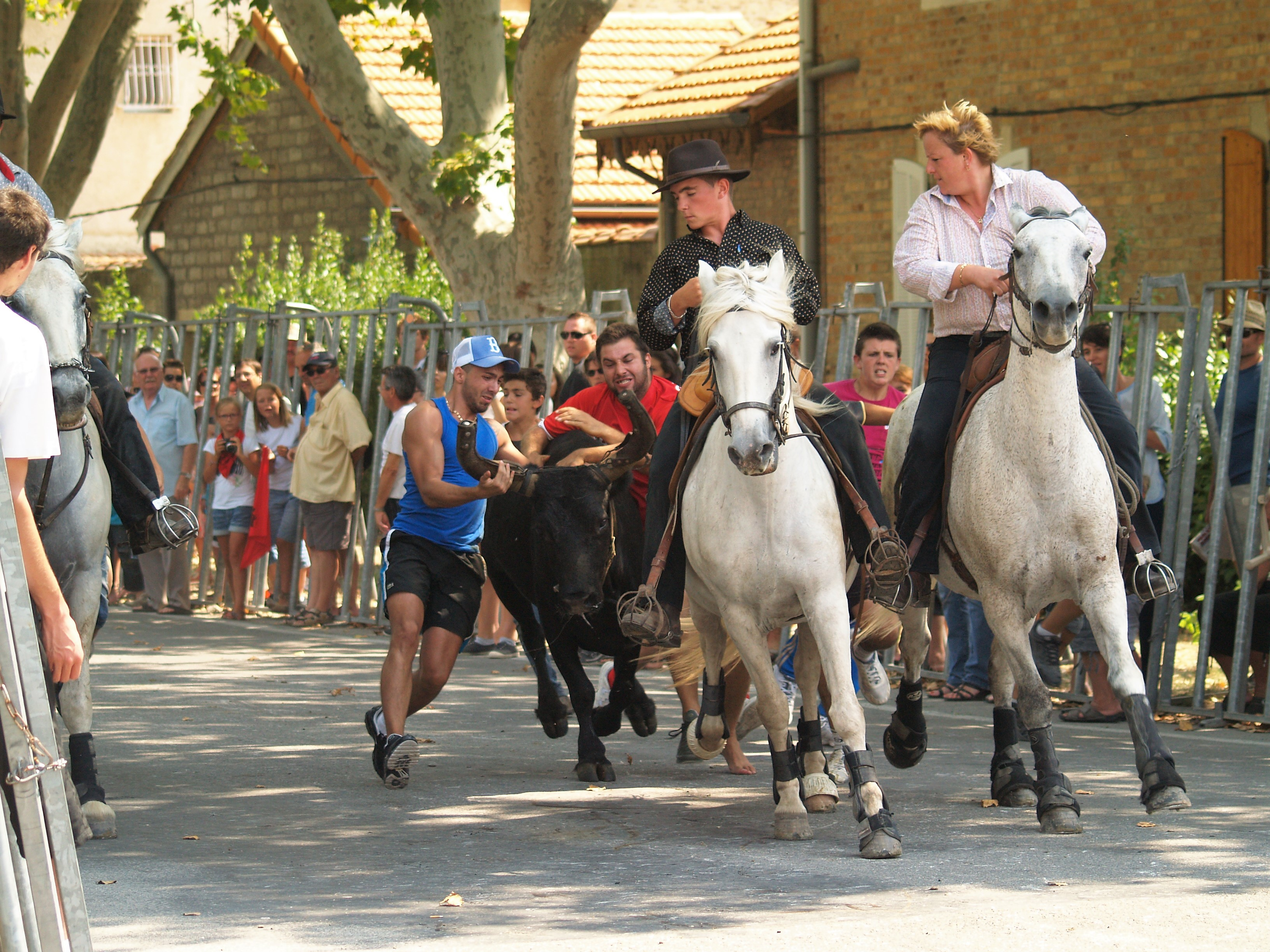
Abrivado à Salin-de-Giraud.

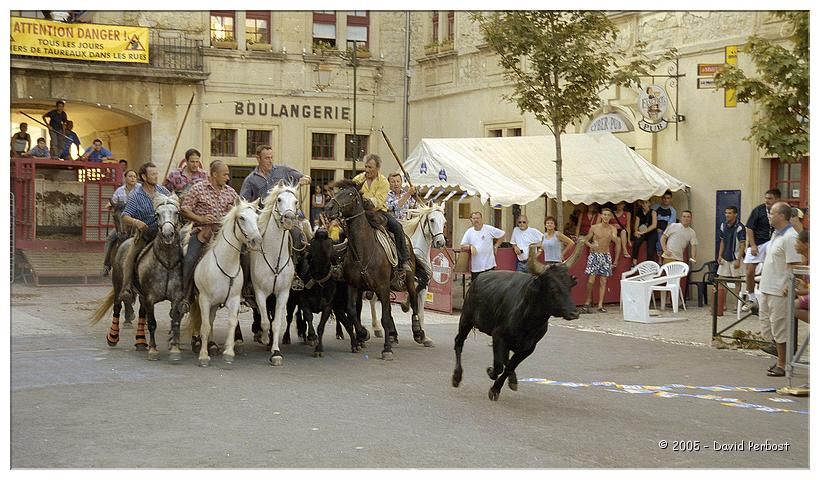
Abrivado à Caveirac.

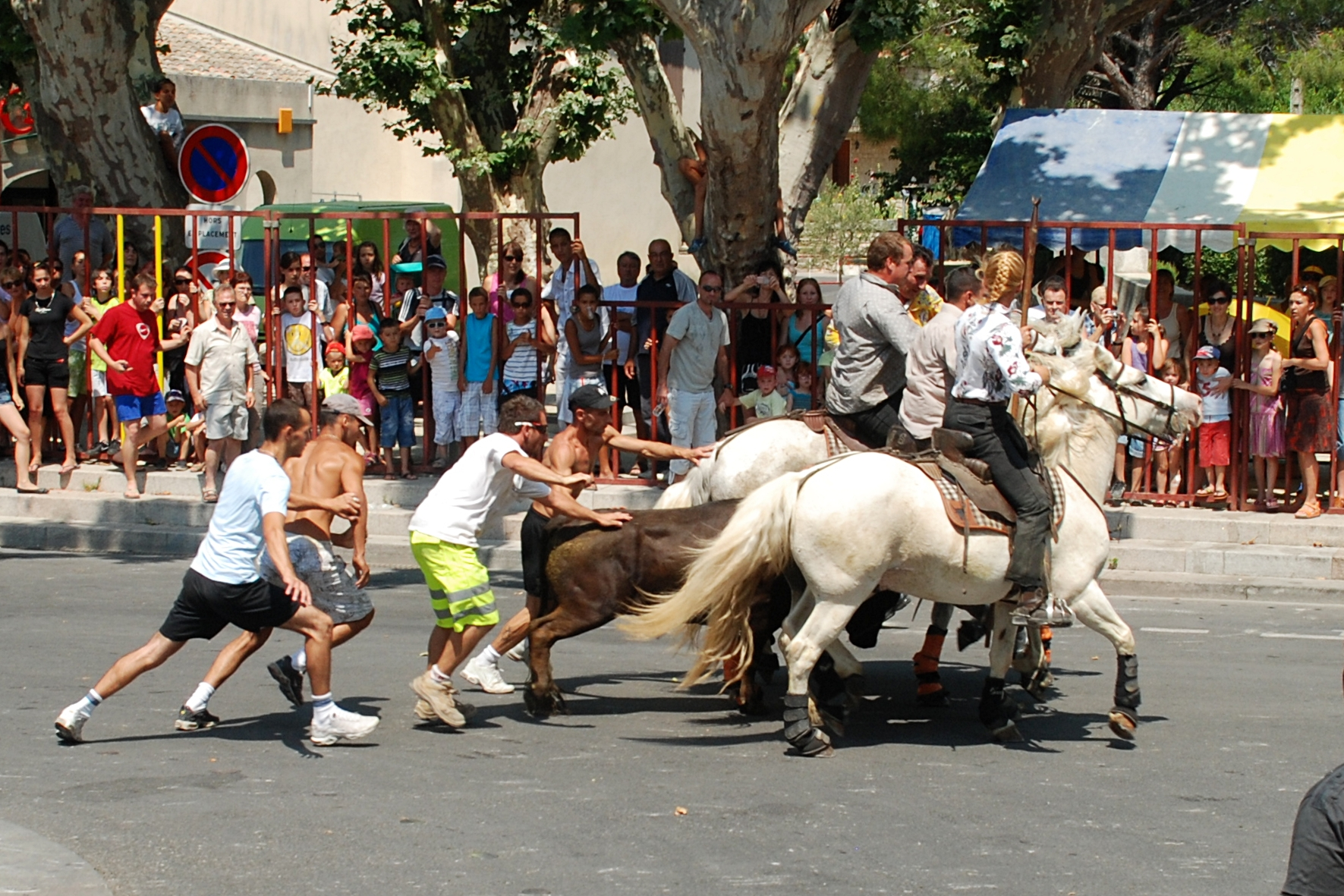
Atrapaïre en action lors de l'abrivado-bandido de Calvisson.

 (juillet 2023).
Si vous disposez d'ouvrages ou d'articles de référence ou si vous connaissez des sites web de qualité traitant du thème abordé ici, merci de compléter l'article en donnant les références utiles à sa vérifiabilité et en les liant à la section « Notes et références ».
L'abrivado (en occitan « élan, hâte »), ou abrivade après francisation, était jadis la conduite des taureaux depuis les pâturages jusqu'aux arènes sous la surveillance de gardians. La bandido (de l'occitan bandir ou fòrabandir, « expulser » les taureaux) était le retour des taureaux des arènes aux pâturages.
De nos jours, chacun de ces termes désigne une tradition taurine provençale et languedocienne consistant à simuler ces transferts de taureaux en les lâchant dans les rues fermées d’une ville ou d’un village.

## Orthographe et prononciation
Abrivado est un mot féminin et, comme tous les mots provençaux, invariable au pluriel. Comme dans la plupart des langues romanes, l'accent tonique doit être placé sur l'avant dernière syllabe[réf. nécessaire] (abrivado), et non sur la dernière comme en français. De ce fait, la prononciation du o ou a final en provençal est pratiquement celle d'une voyelle atone, ce qui donne approximativement abrivade.

## Origines
À l’origine (avant l'époque des camions transporteurs de bétail, que l'on appelle encore les chars de taureaux), l’abrivado consistait à conduire les taureaux des pâturages aux arènes où les bêtes devaient participer à des courses.
Afin de faire ce trajet sans incident, les bioù ou buòus (« taureaux » en provençal) étaient encadrés par une dizaine de cavaliers disposés selon une formation en V.
Lors des traversées de villages, il arrivait souvent que les jeunes villageois tentent de faire échapper les bêtes, afin de s’en amuser. Afin de limiter les risques de voir leurs taureaux leur échapper, les gardians leur faisaient donc traverser le village au galop, à la vitesse la plus élevée possible.

## De nos jours

### Abrivado
De nos jours les abrivado sont organisées spécialement lors des fêtes locales de nombreux villages et villes des Bouches-du-Rhône, du Vaucluse, du Gard, de l’Hérault et des Pyrénées-Orientales. Les rues sont barrées par des barrières afin d’empêcher les taureaux de s’échapper.
Les gardians empêchent les attrapaïres (« attrapeurs » en provençal, figurant les jeunes villageois d'antan) de laisser s'échapper le taureau ; les atrapaïres rivalisent d’adresse et de témérité. On organise même des concours d’abrivado, les éleveurs y participant  étant jugés sur le nombre de taureaux qu’ils ramènent au bercail.

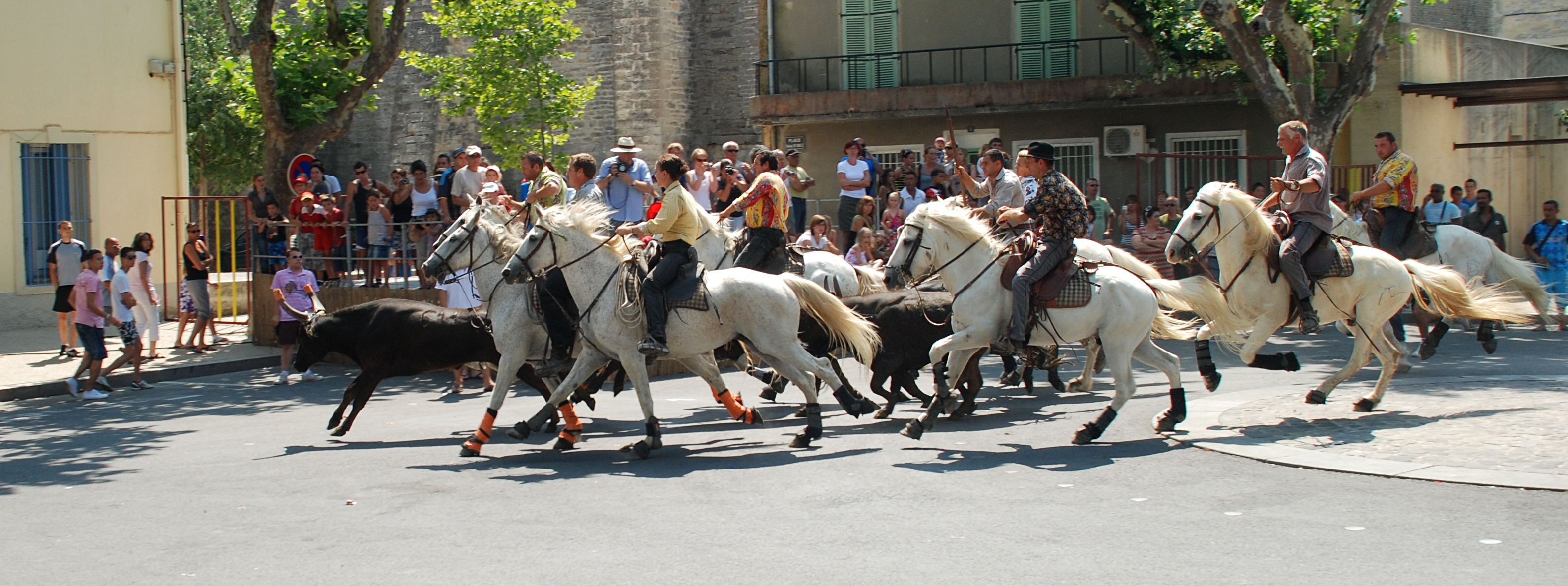
Abrivado à Calvisson.

### Abrivado longue
Une variante est l’abrivado longue.
Le départ, qui a lieu loin du village (plusieurs kilomètres), est souvent précédé d'un déjeuner des participants (« déjeuner au pré »).
On mène alors les taureaux encadrés par 10 à 20 cavaliers au pas. Des piétons courent devant et tentent de créer une brèche dans la troupe en se pendant au cou des chevaux, en les écartant et les faisant cabrer. Ils étaient surnommés les « charbonneurs » car à l’époque ils se noircissaient le visage pour ne pas être reconnus. Si une bête s'échappe, la capturer est ensuite une opération périlleuse et difficile.

## Équivalent en Espagne
L'équivalent de l'abrivado en Espagne est appelé encierro alors que, dans le sud de la France, ce terme est utilisé pour désigner un simple lâcher de taureaux dans un village, sans présence de cavaliers.